# Spinmaster
Spinmaster, conosciuto in Giappone come Miracle Adventure (ミラクルアドベンチャー?, Mirakuru Adobenchā), è un videogioco arcade di tipo action/platform a scorrimento sviluppato da Data East per il Neo Geo, designato anche come il loro primo titolo su tale scheda hardware. Pubblicato da SNK nel 1993, da quanto riportato sul volantino giapponese da sala si ispira parzialmente a Joe & Mac.
L'antagonista e boss finale, il Dr. Dogado (ドゲード博士?, Dogēdo hakase), è un personaggio ricorrente nei medesimi ruoli in altri giochi arcade della compagnia, quali ad esempio Tumblepop. Invece le caratterizzazioni dei protagonisti Johnny e Tom appaiono simili a quelli di Dashin' Desperadoes, uscito su Sega Genesis nello stesso anno di Spinmaster ma cinque mesi addietro.
Non ricevette mai alcuna conversione sulle console del tempo, però ne venne distribuita una emulazione prima nel 2010 per Wii sulla defunta Virtual Console, poi da settembre 2017 tramite la raccolta digitale di Hamster Corporation Arcade Archives per PlayStation 4, Nintendo Switch e Xbox One.

## Trama
La storia parla di come tempo fa, una sconosciuta persona nascose un antico prezioso tesoro in un'isola non segnata su nessuna cartina geografica. Si mise poi a disegnarne la posizione su una mappa, quindi conservò quest'ultima da qualche parte nella foresta locale.
Gli anni passano e tale persona scomparve da non venire mai più rivista. La mappa nel frattempo era così rovinata da strapparsi in cinque pezzi, sparpagliati dal vento per ogni angolo del globo. Uno di essi finisce in mano a un giovane cacciatore di tesori, Johnny, che vive assieme alla sua fidanzata Mary e al socio Tom. Egli sognava il momento in cui lo avrebbe trovato.
Johnny però non sa che qualcun altro si è messo sulle tracce del leggendario tesoro. Costui, l'avido scienziato pazzo Dr. Dogado, vuole impadronirsene usufruendolo nei suoi folli studi scientifici sui bambini acquistando per loro dolci e giocattoli. Un giorno infatti il malvagio dottore gli ruba il frammento mentre rapisce Mary. Johnny e il migliore amico Tom vanno quindi sia a salvare lei che il mondo dalle grinfie di Dogado, sia a cercare i pezzi della mappa in modo da ricomporla.

## Modalità di gioco
In Spinmaster vi si controllano Johnny e Tom (affidati rispettivamente al primo e al secondo giocatore) e far loro attraversare cinque livelli di gioco, suddivisi in un diverso numero di stage. Entrambi sono muniti di yo-yo ed eliminano con tale arma o mediante una scivolata tutti i nemici che incontrano, in primis gli uomini del Dr. Dogado. Ognuno dei protagonisti dispone della propria barra della salute, che se esaurita viene perduta una vita supplementare; un punto energia su tre è ripristinabile con della frutta o del pollo arrosto.
Lo yo-yo ha anche la capacità di uccidere più facilmente i nemici attraverso due tipi di attacchi: la classica potente, eseguibile tenendo premuto il pulsante d'attacco per poi rilasciarlo, e la speciale, di una quantità limitata tale da venire rifornita raccogliendo icone "Bomb" con la lettera B. Inoltre può essere sostituito da sei differenti armi, ma sarà di nuovo utilizzabile solo se Johnny oppure Tom possiede una di esse: il guantone da boxe, razzi elettrici, la punta di ghiaccio, la bomba, la palla di fuoco e gli shuriken. Come per le Bomb, la vita (la più difficile da scovare) ed il suddetto cibo sono tutti nascosti all'interno di forzieri sparsi per i livelli, da aprire appunto con lo yo-yo.
Alla fine di ogni livello è localizzato un boss da affrontare e sconfiggere, ottenendo come premio un pezzo della mappa. Quest'ultima dopo averla ricomposta dà l'obbligatoria scelta di tre posizioni proposte per andare sul luogo del tesoro (segnalate dalle lettere A, B, C), corrispondenti per ciascuna a un diverso finale.